# 吹哨人保护法
1989年的《吹哨人保护法》（索引号5 U.S.C. 2302(b)(8)-(9), Pub.L. 101-12为修改案）是美国的一项联邦法律，旨在保护联邦雇员（吹哨人）报告可能存在的违法行为、失职行为、滥用挥霍公共经费行为、滥用职权行为以及对公共健康和安全有重大且具体的威胁行为。若联邦机构因雇员或申请人披露信息而对任何雇员或申请人采取（或威胁要采取）报复性人事行动，联邦机构将触犯《吹哨人保护法》。

## 授权联邦机构
- 特别检察官办公室介入调查联邦吹哨人投诉。在2008年10月，特别检察官斯科特·布洛赫在接受美国联邦调查局调查后辞职，调查他是否通过非法删除电脑文件来妨碍司法公正，介于此前有投诉称他对不同意他政策的员工进行了报复。当时的参议员巴拉克·奥巴马在竞选时承诺要任命一名致力于保护吹哨人权利的特别检察官。直到2011年4月，奥巴马总统提名的卡罗琳·勒纳才得到参议院通过。今天，特别检察官办公室（OSC）的主要任务是通过保护联邦雇员和申请人免受禁止的人事行为，特别是对吹哨行为（whistleblowing）的报复，来维护绩效制度。

- 绩效制度保护委员会是一个准司法机构，负责对吹哨人的投诉进行仲裁，它使用的是任命的行政法法官，这些法官往往支持政府。“政府问责项目”(Government Accountability Project)的一项分析显示，自2000年以来，在56起根据案情做出裁决的案件中，该委员会只对吹哨人做出过三次裁决。奥巴马任命了一位新的主席和副主席，他们都是联邦工作人员的支持者，但是GAP的汤姆·迪瓦恩 说:“他们可能需要几年的时间来扭转局面。”目前，该办公室致力于保护绩效制度原则，并促进有效的联邦雇员免于禁止的人事做法。

- 联邦巡回上诉法院是根据1982年10月1日《宪法》第三条设立的。这是唯一一个有权审理由功绩委员会裁决的吹哨人案件的上诉法院。爱荷华州共和党参议员格拉斯利和国会其他议员批评联邦巡回上诉法院误读了吹哨人法律，开创了敌视原告的先例。盖普的分析发现，在1994年至2010年期间，在203起案件中，只有三起是法院根据吹哨人法律理据做出的判决。[2]

## 法律案例
美国最高法院于2006年对Garcetti v. Ceballos（04-473）案件作出裁定：政府雇员就其官方工作职责发言时，其无法根据《宪法第一修正案》赋予的言论自由权保护免于来自雇主的报复。美国绩效制度保护委员会（MSPB）使用代理律师代替
行政法法官对联邦雇员的吹哨人上诉作出决议。这些被称为“律师审查员”的律师否决了98%的吹哨人上诉；美国绩效制度保护委员会和联邦巡回上诉法庭非常重视他们的初裁，确认率分别为97%和98%。

对于包含在该法中的法院主张，其最常见的特征包含：原告是依据具体法律或普通法采取行动的雇员或个人；被告是具体法律或普通法中规定的雇主或个人；原告参与了受保护的吹哨人行动；被告知道或者意识到原告参与了这类行动；如果原告未引起注意则不会发生不公正待遇。 
罗伯特·麦克莱恩（Robert MacLean）自爆其举报美国运输安全管理局（TSA）削减其资金以用于更多空军将领。2009年，政府问责制项目代表麦克林（MacLean）在美国绩效制度保护委员会中对他的解雇提出了质疑，理由是“他对短信的披露受《1989吹哨人保护法》保护，因为他‘有理由相信’该泄露该信息可披露’一项对公共健康和安全已构成重大和特定的危险‘ ”。2015年1月，最高法院以7比2裁定麦克林胜诉。

## 《吹哨人保护促进法》和19号总统政策指令
总统巴拉克·奥巴马发布题为“保护获得机密信息的吹哨人”的19号总统政策指令（PPD-19）。根据奥巴马2012年10月10日签署的指令，规定：“本总统政策令确保（1）在情报界服务的员工或（2）有资格获得机密信息的员工在保护国家安全机密信息的同时，能够有效报告浪费、欺诈和滥用行为。它禁止对举报浪费、欺诈和滥用的联邦雇员进行报复。
然而，根据国土安全和政府事务委员会附随743号国会议案提交的一份报告，“联邦吹哨人的保护措施近年来有所减少，这主要是由于对《吹哨人保护法》（WPA）的许多案例拥有专属管辖权的美国联邦巡回上诉法院的一系列判决导致的。具体来说，联邦巡回法院对符合保护吹哨人资格的披露类型给出了狭义的定义。此外根据现行法律，对于情报界的大多数吹哨人和面临以撤回雇员安全审查许可证形式被报复的吹哨人缺乏补救措施，使得那些能够披露直接影响我们国家安全的不法行为者得不到保护。”
743号国会议案将通过以下措施解决这些问题：恢复《吹哨人保护法》最初国会设立意图以充分保护吹哨人；加强《吹哨人保护法》；为情报人员创造新的吹哨人保护举措，为因合法披露吹哨人信息而被以报复目的撤销安全审查许可的员工提供新的保护。

## 相关立法
2014年7月14日，美国众议院投票通过了《全面巡回审查延期法》（HR 4197；第113届国会），该法案赋予联邦雇员权力向任何联邦法院上诉重申判决，并允许吹哨人向任何具有管辖权的美国联邦上诉法院提出上诉。 该法案将从2012年《吹哨人保护促进法》生效之日（即2012年12月27日）起延长三年，该期限包括：（1）提交对美国绩效系统保护委员会的司法审查申请。在吹哨人案件中做出的决定，以及（2）人事管理办公室（OPM）主任对该决定的任何审查。